# حدقة كاذبة

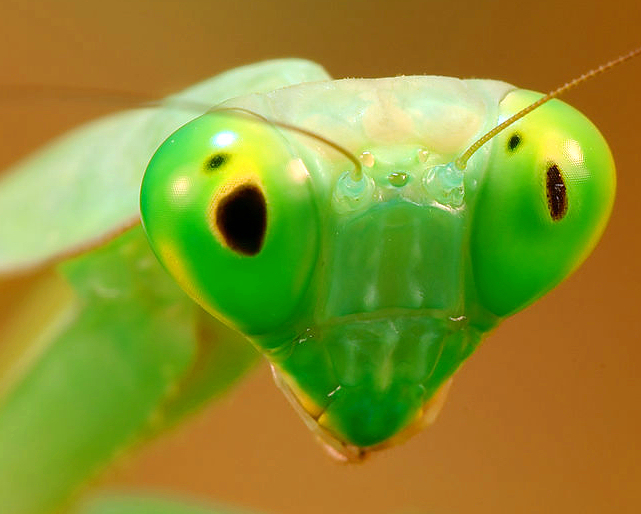
صورةٌ قريبة لوجه حشرة السرعوفة، حيثُ تظهر الحدقة الكاذبة السوداء في عيونها المركبة

حدقة كاذبة (بالإنجليزية: Pseudopupil)‏ هي بقعٌ داكنةٌ في العيون المركبة للافقاريات مثل الحشرات والقشريات، وتتحركُ عبر العين عند استدارة الحيوان.